# Pessat-Villeneuve
Pessat-Villeneuve ist eine französische Gemeinde mit 744 Einwohnern (Stand: 1. Januar 2022) im Département Puy-de-Dôme in der Region Auvergne-Rhône-Alpes. Die Gemeinde gehört zum Arrondissement Riom und zum Kanton Riom (bis 2015: Kanton Riom-Est). Die Einwohner werden Pessatois genannt.

## Lage
Pessat-Villeneuve liegt an der Limagne etwa 22 Kilometer nordnordöstlich von Clermont-Ferrand. Umgeben wird Pessat-Villeneuve von den Nachbargemeinden Cellule im Norden und Nordwesten, Varennes-sur-Morge im Nordosten, Clerlande im Osten, Riom im Süden und Südwesten sowie Saint-Bonnet-près-Riom im Westen.
Durch die Gemeinde führt die Autoroute A71/Autoroute A89.

## Bevölkerungsentwicklung
| Jahr                       | 1962 | 1968 | 1975 | 1982 | 1990 | 1999 | 2006 | 2013 |
| Einwohner                  | 122  | 150  | 228  | 325  | 384  | 472  | 493  | 541  |
| Quellen: Cassini und INSEE |      |      |      |      |      |      |      |      |